# Relativismo estético

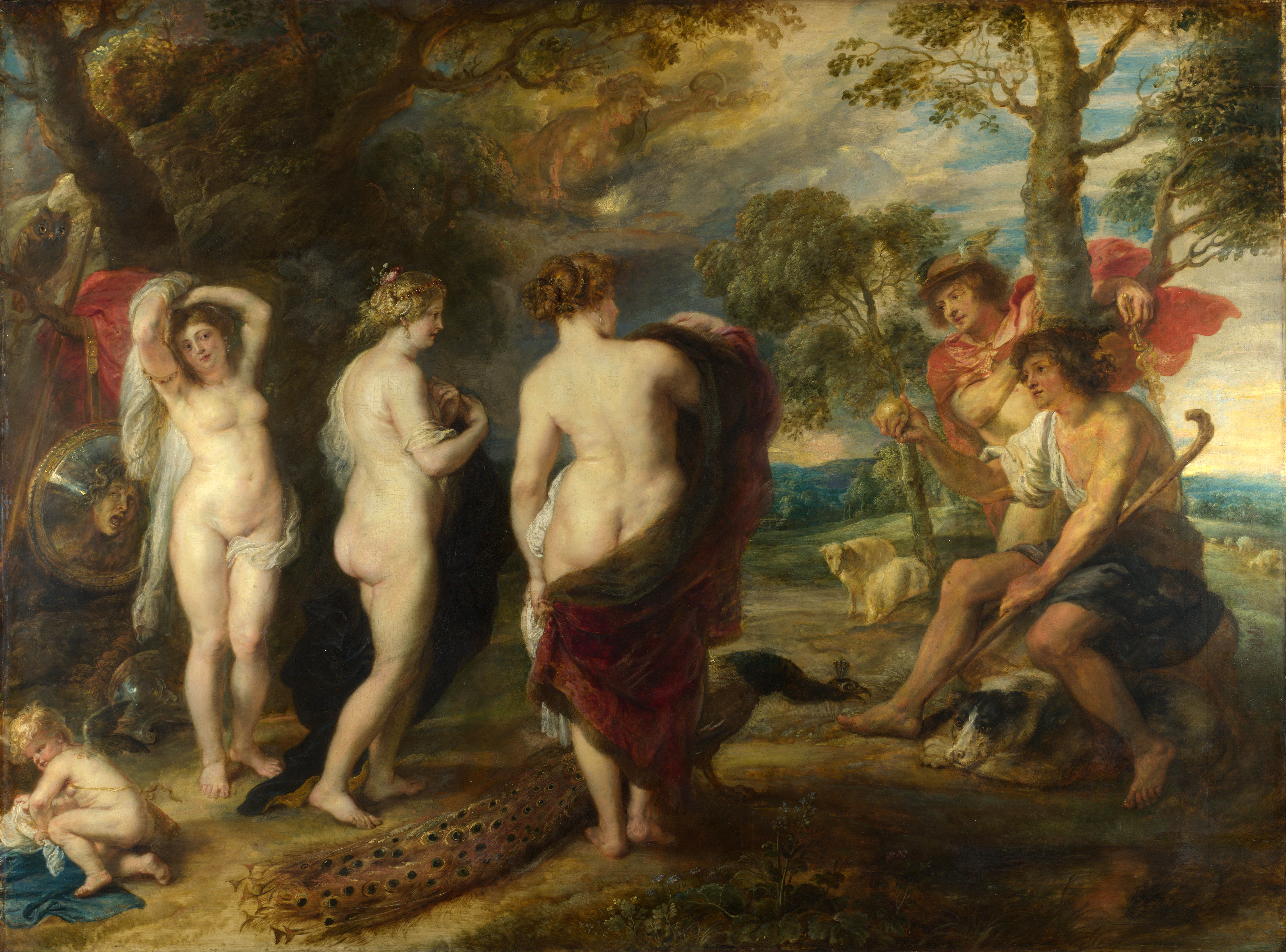
Rubens - Juicio de Paris

El relativismo estético es una escuela de pensamiento en torno al arte, ligada al Postmodernismo y difundida especialmente en los países del tercer mundo. Esta escuela de pensamiento considera que la percepción y el juicio estético de un individuo frente a una obra de arte, son únicamente producto de la inmersión del mismo individuo en una cultura específica.
El relativismo estético pretende que la veracidad o falsedad de una afirmación en torno al arte es únicamente relativa a un individuo y  a un grupo social. Igualmente, se le considera ligado a una evolución de cierta parte de las artes, a partir de las ideas del artista dadaísta Marcel Duchamp.
Actualmente en ciencias humanas el Relativismo estético es considerado frecuentemente con escepticismo y mirado con distancia. Especialmente es sujeto a críticas al poderse considerar no como un adelanto en la comprensión de la obra de arte, sino como un tipo de pensamiento cercano a una ideología. 
El relativismo estético también ha sido desmentido por la neurociencia y por gran parte de las ciencias naturales.  En ese sentido, se ha demostrado que, en el ser humano, ciertas percepciones estéticas tienden a ser  universales, ya que existe una gran cantidad de ejemplos de patrones artísticos análogos en diferentes culturas y épocas.
Grandes críticos del relativismo han sido el lingüista Noam Chomsky, el científico Alan Sokal, el sociólogo Juan José Sebreli, y el psicólogo Steven Pinker, entre otros.
- Datos: Q2776529